# 加尔·拉舍

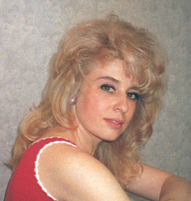
加爾·拉舍，1999年

加尔·拉舍（Gal Rasché，1960年3月13日—），原名加琳娜·維克托羅夫娜·克魯季科娃（Galina Viktorovna Krutikova），後改名加琳娜·毛拉舍（Galina Mauracher），出生于列宁格勒，是俄罗斯和奥地利的指挥家、钢琴家和大学教授。

## 家庭
加尔·拉舍是乌克兰俄罗斯血统，她的父亲维克多米哈伊克努迪科夫是一名外交官，母亲瓦伦蒂娜是一名工程师。5岁时她开始学习钢琴，启蒙老师是她的祖母。

## 求學與音樂發展
她在圣彼得堡的H.A.里姆斯基 - 科萨科夫音乐学院就读时，师从阿纳托利伊万诺夫。自1987年9月，加尔·拉舍成为圣彼得堡音乐学院最年轻的研究主任。她曾经在俄罗斯的各大音乐院校和机构承担管弦乐队的管理和教学工作，并于1997年开始在维也纳的布雷纳音乐学院担任钢琴教授。2001年开始担任维也纳音乐学院的音乐史教授。作为指挥家，她曾与维也纳爱乐乐团和维也纳大都会室内乐团在维也纳音乐厅合作演出了4场音乐会，涉及的作曲家有莫扎特、舒伯特、海顿和柴可夫斯基等。在维也纳金色大厅和其他国家的音乐厅也与其他乐团合作过。她也是柴可夫斯基芭蕾（儿童专辑）剧本的作者，奥地利电台员工，并发表多篇文章和新闻。1999年，她赢得了南斯拉夫国际电视节的新闻报道奖。

## 私人生活
拉舍定居在维也纳和圣彼得堡，在那里她仍然是俄罗斯作家学会会员。她曾在圣彼得堡举行绝无仅有的演出。 自1996年以来，她一直与男爵尼古拉奥匹兹·搜维尔·毛拉舍（爱德华·搜维尔·奥匹兹的孙子，波希米亚和摩拉维亚指挥官的曾孙）保持夫妻關係。

## 外部連結
- 加爾·拉舍的粉絲專頁（页面存档备份，存于）